# Apochthonius minimus
Apochthonius minimus es una especie de arácnido  del orden Pseudoscorpionida de la familia Chthoniidae.

## Distribución geográfica
Se encuentra en la Columbia Británica, Oregón y Washington.